# Oilliphéist
Ollphéist é um grupo de monstros marinhos, por vezes descritos  com características de dragões, cobras ou mesmo de insectos, referidos como monstros nas lendas e folclore gaélicos. Chamam-se 'Ollpiasta' no sul. Costumam ser descritos como serpentes marinhas destruidoras.
Por vezes possuem poderes especiais, como a virtude do voo ou da fala. Normalmente habitam lagos e, mais raramente, rios ou o oceano.
e há muitas lendas de santos e heróis lutando contra eles. Numa história, um Oilliphéist corta a rota do Rio Shannon quando ouve que São Patrício veio para o expulsar, a si e á sua espécie.